# Dylan Thomas (Film)
Dylan Thomas ist ein britischer Dokumentarfilm aus dem Jahr 1962.

## Handlung
Der Film ist eine Kurzbiografie über den walisischen Schriftsteller Dylan Thomas (1914–1953). Vorgestellt von Richard Burton, einem Freund des Poeten, wird insbesondere die walisische Landschaft, die ihn inspirierte.

## Auszeichnungen
1963 wurde der Film in der Kategorie Bester Dokumentar-Kurzfilm mit dem Oscar ausgezeichnet.

## Hintergrund
Die Premiere des Films fand am 6. Mai 1963 in New York statt.
Richard Burton spielte auch in der Verfilmung von Dylan Thomas’ Hauptwerk Unter dem Milchwald (Under the Milk Wood, 1972) als Erzähler mit, genau wie bereits 1954 in der Hörspielproduktion der BBC.